# The Condor
The Condor: Ornithological Applications — американский орнитологический журнал для публикации научных исследований в различных областях науки о птицах. Назван по имени калифорнийского кондора, символа американских индейцев.

## История
С 1899 года публиковался Куперовским орнитологическим обществом. Первоначально выходил на средства калифорнийских биологов под названием Bulletin of the Cooper Ornithological Club, был регионального значения, охватывая проблемы запада США. В 1900 году название сменилось на The Condor. В 1947 году имел подзаголовок The Condor, Journal of the Cooper Ornithological Club. В 2014 году название The Condor сменилось на современное The Condor: Ornithological Applications. С 2016 года издаётся Американским орнитологическим обществом (образовано путём слияния Куперовского орнитологического общества с Американским орнитологическим союзом).
Первым редактором в 1899−1902 годах был Честер Барлоу (англ. Chester Barlow). С 1902 по 1905 год журнал возглавлял Вальтер Фишер (нидерл. Walter Kenrick Fisher), в 1906−1939 — редактированием занимался Джозеф Гриннелл (англ. Joseph Grinnell). Издателем был Чарльз Нейс (англ. Charles A. Nace). Редколлегия была образована только в 1951 году после увеличения объёма журнала. Далее главными редакторами были: в 1939−1965 — Олден Миллер (англ. Alden H. Miller). С 1965 года редактором стал Джеймс Кинг (англ. James King, Washington State University), который установил систему предварительного внешнего рецензирования статей. Более 40 % статей написаны биологами из-за пределов США. С 2009 по 2013 год редактором был Michael Patten.
В 2010 году индекс цитирования журнала по данным ISI Journal Citation Reports составил 1 290 пунктов (Импакт-фактор) и позволил подняться на 5-е место из 19 орнитологических журналов (5/19 - Ornithology).
На начало 2011 года было опубликовано 113 томов.

## Статьи
- Рефераты статей The Condor (англ.). Bioone.org. Дата обращения: 6 февраля 2012. Архивировано 18 мая 2012 года.
- Статьи 2001—2008 годов (архив) (англ.). cooper.org. Дата обращения: 6 февраля 2012. Архивировано 18 мая 2012 года.
- Статьи 1999—2000 годов (архив) (англ.). elibrary.unm.edu. Дата обращения: 6 февраля 2012. Архивировано 18 мая 2012 года.

## ISSN
- Print ISSN: 0010-5422
- Online ISSN: 1938-5129[6]